# Hyale lubbockiana
Hyale lubbockiana is een vlokreeftensoort uit de familie van de Hyalidae. De wetenschappelijke naam van de soort is voor het eerst geldig gepubliceerd in 1857 door Bate.